# Salix amplexicaulis
Salix amplexicaulis är en videväxtart som beskrevs av Jean-Baptiste Bory de Saint-Vincent. Salix amplexicaulis ingår i släktet viden, och familjen videväxter. Inga underarter finns listade i Catalogue of Life.